# Могок
Могок (англ. Mogok, бірм. ကုတ်မြို့) — місто у північно-східній М'янмі в провінції Мандалай. Згідно з даними на 2007 р. мало 95 264 мешканців. Промисловий район. Розвинуте гірництво, зокрема видобуток дорогоцінних каменів.

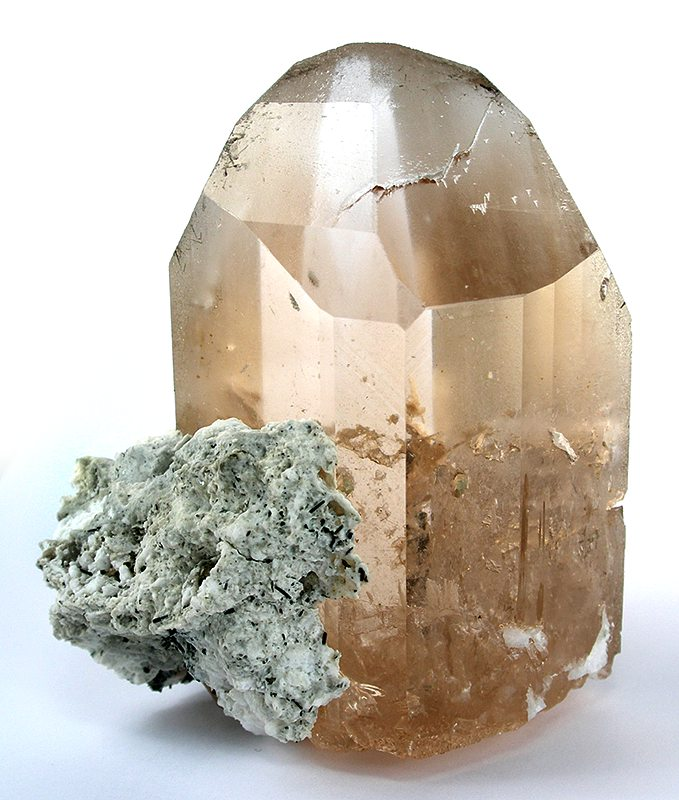
Топаз з Могока

Найбільшу славу отримали рубіни Могоу. Тут в «долині рубінів» протягом майже п'ятнадцяти століть (до самого нашого часу) видобували найкращі у світі рубіни відтінку «голубиної крові» (чистий, яскравий, глибокий червоний колір).

## Клімат
Місто знаходиться у зоні, котра характеризується вологим субтропічним кліматом. Найтепліший місяць — травень із середньою температурою 22.9 °C (73.2 °F). Найхолодніший місяць — січень, із середньою температурою 13.1 °С (55.6 °F).
| Клімат Могока           | Клімат Могока | Клімат Могока | Клімат Могока | Клімат Могока | Клімат Могока | Клімат Могока | Клімат Могока | Клімат Могока | Клімат Могока | Клімат Могока | Клімат Могока | Клімат Могока | Клімат Могока |
| Показник                | Січ.          | Лют.          | Бер.          | Квіт.         | Трав.         | Черв.         | Лип.          | Серп.         | Вер.          | Жовт.         | Лист.         | Груд.         | Рік           |
| Середня температура, °C | 13,1          | 15,3          | 18,5          | 21,7          | 22,9          | 22,7          | 22,6          | 22,3          | 22,1          | 20,7          | 17,3          | 14,2          | 19,5          |
| Норма опадів, мм        | 5.9           | 7.5           | 11.4          | 79.6          | 152.7         | 223           | 206.3         | 260.2         | 207.9         | 164.4         | 59.7          | 13.4          | 1392          |
| Днів з опадами          | 1,5           | 1,8           | 2,4           | 5,9           | 13,1          | 16,9          | 18,6          | 19,6          | 15,7          | 10,6          | 5,1           | 1,4           | 112,6         |
| Вологість повітря, %    | 64.9          | 56.5          | 49.5          | 53.2          | 66.7          | 77.5          | 79.8          | 81.5          | 80.3          | 79            | 75.6          | 72            | 69.7          |
| ----------------------- | ------------- | ------------- | ------------- | ------------- | ------------- | ------------- | ------------- | ------------- | ------------- | ------------- | ------------- | ------------- | ------------- |
| Джерело: Weatherbase    |               |               |               |               |               |               |               |               |               |               |               |               |               |